# Cerithiopsis guitarti
Cerithiopsis guitarti is een slakkensoort uit de familie van de Cerithiopsidae. De wetenschappelijke naam van de soort is voor het eerst geldig gepubliceerd in 2001 door Espinosa & Ortea.